# Nieuw Gent
Nieuw Gent is een sociale woonwijk in de Belgische stad Gent. De wijk ligt in het zuiden van het stadscentrum, tussen Gent en Zwijnaarde. De wijk telt een aantal hoogbouwblokken en laagbouw.

## Geschiedenis

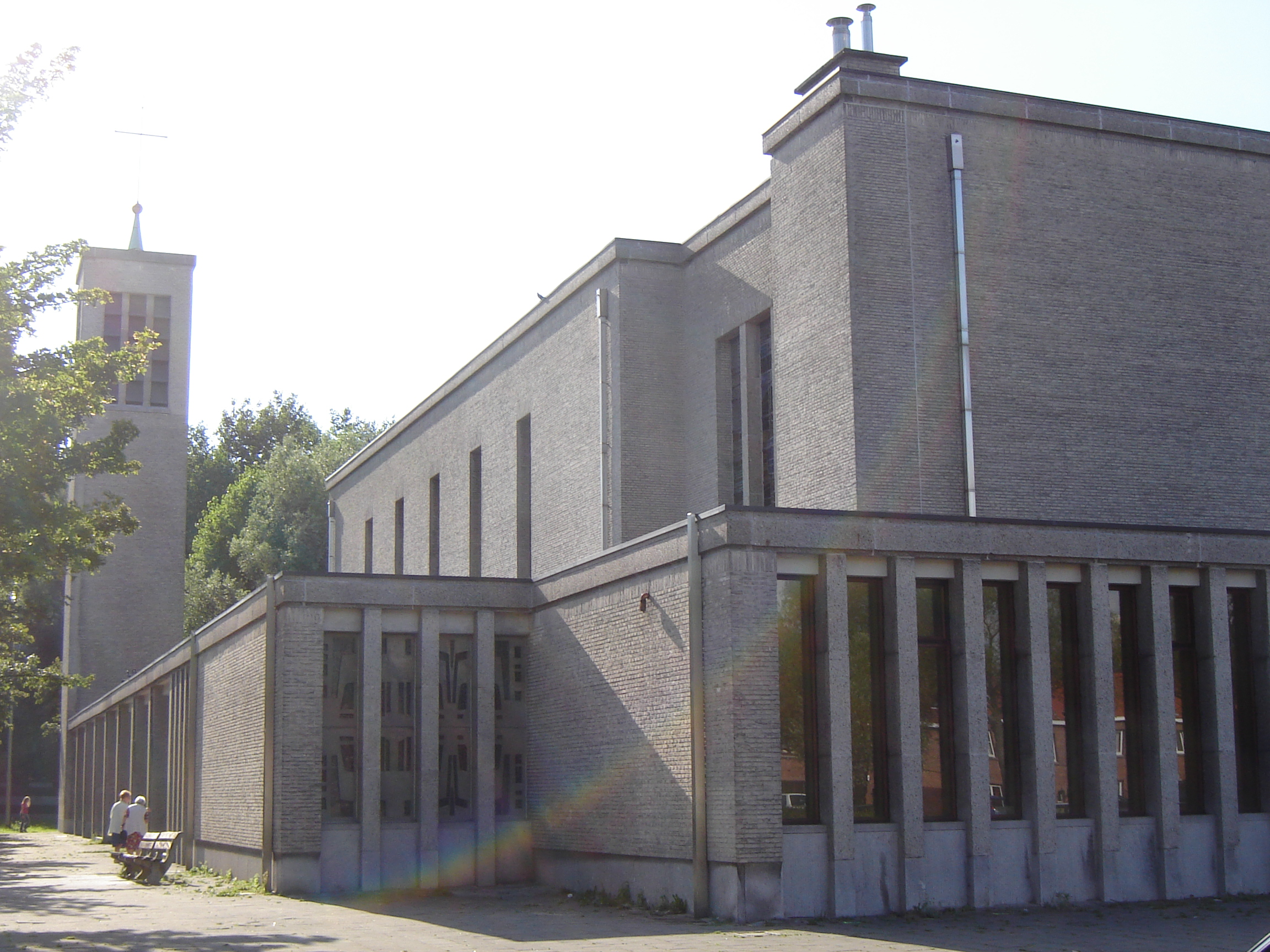
Christus Koningkerk

Het gebied ten zuiden van het stadscentrum van Gent bleef landelijk tot in de 19e en 20e eeuw het gebied rond het Sint-Pietersstation verstedelijkt raakte. De grond tussen deze nieuwe wijken en Zwijnaarde bleef tot in de 20e eeuw landelijk. Hierdoor liepen enkele invalswegen naar Gent, namelijk de Oudenaardsesteenweg (N60) en de Zwijnaardesteenweg. In de 19e eeuw liep hier ook de spoorlijn van Kortrijk naar Gent. Het tracé van de spoorlijn werd hier verlegd en werd later de De Pintelaan.
Ten oosten van de Zwijnaardesteenweg, rond de Steenakker, werd in de eerste helft van de 20e eeuw een sociale tuinwijk gebouwd. In 1950 begon de aanleg van de Ringvaart, waardoor het gebied in het zuiden werd afgesneden van Zwijnaarde. Reeds in 1952 werd de onteigening van het gebied tussen de Oudenaardsesteenweg, Zwijnaardsesteenweg, De Pintelaan en Ringvaart goedgekeurd. De laaggelegen, nog onbebouwde, weides werden opgevuld met grond van het graven van de Ringvaart. Het land ging in 1964 naar de Nationale Maatschappij voor Huisvesting (NMH) en in 1972 volgde een bpa. In de jaren 70 en 80 werd hier de wijk Nieuw Gent uitgebouwd. In 1968 werd aan het Rerum Novarumplein aan de Zwijnaardesteenweg de Christus Koningkerk opgetrokken.
In het noorden werden in 1976 en 1982 de appartementsblokken Milenka, Orion, Aurora, Mercurius, Jupiter en Saturnus opgetrokken rond de Kikvorsstraat. In het zuidelijk deel werden in de loop van de jaren 70 rond de Edelsteenstraat verschillende zijstraten met laagbouwwoningen opgetrokken.
De zes verouderde appartementsblokken zullen geleidelijk gesloopt en vervangen worden door moderne sociale woningen in het kader van het stadsontwikkelingsproject "Nieuw Gent Vernieuwt" . Hierbij wordt ook de Kikvorsstraat heraangelegd. Eind 2021 werd alvast het appartementsgebouw "Saturnus" gesloopt.
Deelgemeenten: Afsnee · Desteldonk · Drongen · Gent · Gentbrugge · Ledeberg · Mariakerke · Mendonk · Oostakker · Sint-Amandsberg · Sint-Denijs-Westrem · Sint-Kruis-Winkel · Wondelgem · Zwijnaarde

Overige dorpen, gehuchten en wijken:
Belgische gemeenten · Arrondissement Gent · Oost-Vlaanderen · Vlaanderen